# Berryz工房 スッペシャル ベスト Vol.1
『Berryz工房 スッペシャル ベスト Vol.1』（ベリーズこうぼう スッペシャル ベスト ヴォリューム1）は、Berryz工房のベスト・アルバムである。2009年1月14日、アップフロントワークス（PICCOLO TOWN）より発売。

## 概要
Berryz工房初のベストアルバム。
普通のシングルコレクションとは異なり、2004年3月のデビューから本作発売までにリリースしたうちの13枚のシングル（2nd、4th、8th、9th、12th、13th、14thは入っていない）及び、6枚のアルバムの中から選ばれた人気曲と新曲を1曲収録した内容。
初回限定盤はCD+DVD、通常盤はCDのみである。通常盤の初回仕様には特典として、フォトカード1種が封入されている。初回限定盤のDVDには、「MADAYADE」発売イベントの模様を収録。

## 収録曲
全作詞・作曲：つんく（#15除く）
1. 男の子 [3:52]
編曲：山崎淳
新曲。
2. あなたなしでは生きてゆけない [3:58]
編曲：AKIRA
1stシングル。
3. ピリリと行こう! [3:38]
編曲：平田祥一郎
3rdシングル。
4. 蝉 [4:20]
編曲：高橋諭一
1stアルバム『1st 超ベリーズ』収録曲。
5. TODAY IS MY BIRTHDAY [3:49]
編曲:平田祥一郎
1st アルバム『1st 超ベリーズ』収録曲。
6. 友情 純情 oh 青春 [3:35]
編曲：鈴木俊介
4thシングル「ハピネス 〜幸福歓迎!〜」C/W曲。
7. 恋の呪縛 [4:18]
編曲：平田祥一郎
5thシングル。
8. スッペシャル ジェネレ〜ション [4:03]
編曲：馬飼野康二
6thシングル。
9. なんちゅう恋をやってるぅ YOU KNOW? [4:17]
編曲：平田祥一郎
7thシングル。
10. さぼり [5:04]
編曲：平田祥一郎
2ndアルバム『第②成長記』収録曲。
11. ジリリ キテル [3:46]
編曲：湯浅公一
10thシングル。
12. 笑っちゃおうよ BOYFRIEND [3:44]
編曲：鈴木俊介
11thシングル。
13. 思い立ったら 吉でっせ! [3:04]
編曲：平田祥一郎
歌：徳永千奈美・須藤茉麻・熊井友理奈
4th アルバム『4th 愛のなんちゃら指数』収録曲。
14. 付き合ってるのに片思い [3:53]
編曲：大久保薫
15thシングル。
15. ジンギスカン [3:07]
作詞：Bernd Meinunger　訳詞：山本伊織　作曲：Ralph Siegel　編曲：ダンス☆マン
16thシングル。
16. 行け 行け モンキーダンス [4:56]
編曲：平田祥一郎
17thシングル。
17. MADAYADE [3:43]
編曲：平田祥一郎
18thシングル。
18. BE [5:39]
編曲：湯浅公一
5thアルバム『5(FIVE)』収録曲。

### 初回限定盤付属DVD
1. オープニング
2. CLAP!
3. フラれパターン
4. MC
5. MADAYADE
6. 握手会